# Cantucci

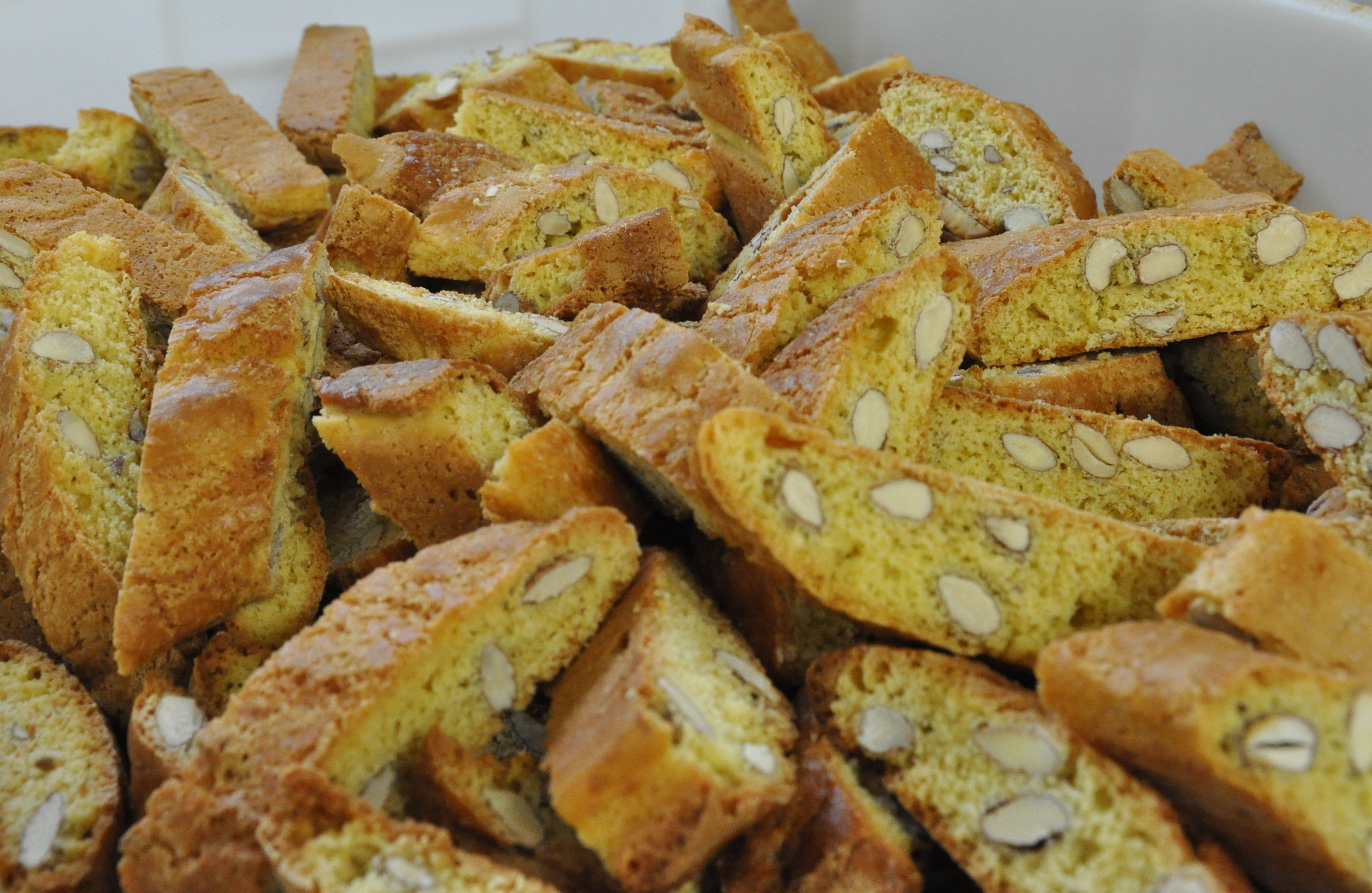
Cantucci

Cantucci (of cantuccini, biscotti di Prato) zijn typisch Italiaanse amandelkoekjes oorspronkelijk afkomstig uit de provincie Prato in de regio Toscane. Het recept werd in 1858 bedacht door Antonio Mattei, wiens bakkerij in Prato nog steeds bestaat.
De koekjes worden net als beschuit tweemaal gebakken. Ze bevatten naast amandelen ook meel, suiker, amaretto en enkele specerijen als kardemom, kaneel, kruidnagel en steranijs. Soms worden nog stukjes chocola of pistachenootjes toegevoegd. Cantucci worden in Italië geregeld als dessert tezamen met vin santo geserveerd.